# Santa Coloma de Cervelló
Santa Coloma de Cervelló est une commune espagnole de la province de Barcelone, en Catalogne, en Espagne, de la comarque de Baix Llobregat.

## Géographie
La commune de Santa Coloma de Cervelló se situe dans l'Aire métropolitaine de Barcelone.

## Lieux et monuments
Un des principaux monuments de Santa Coloma de Cervelló est la crypte de la Colonie Güell d'Antoni Gaudí, construite entre 1908 et 1914, demeurée inachevée.
La Colonia Guell était une cité ouvrière. Les habitants travaillaient dans une usine textile. Construite en 1890 et fermée en 1973, elle était dirigée par Eusebi Guell, un homme d'affaires. Il a décidé de la construire à cet endroit pour s'éloigner des problèmes de Barcelone, liés à l'ancienne usine textile. Néanmoins, il ne fallait pas qu'elle soit trop loin de la ville.